# 贾里德·比德韦尔
贾里德·比德韦尔（英語：Jared Bidwell，1987年7月13日—），澳大利亚男子赛艇运动员。他曾代表澳大利亚参加2009年和2010年世界赛艇锦标赛，其中2009年世界锦标赛获得一枚银牌。